# Toxicocalamus pachysomus
Toxicocalamus pachysomus là một loài rắn trong họ Rắn hổ. Loài này được Kraus mô tả khoa học đầu tiên năm 2009.